# Episyron gallicum
Episyron gallicum é uma espécie de insetos himenópteros, mais especificamente de vespas pertencente à família Pompilidae.
A autoridade científica da espécie é Tournier, tendo sido descrita no ano de 1889.
Trata-se de uma espécie presente no território português, com distribuição centrada na França, como atesta seu nome. Essa vespa se alimenta de aranhas terrestres, utilizando seus corpos como incubadora para postura de ovos.